# 730 (альбом)
«730» — второй официальный альбом российского поп-певца Марка Тишмана, выпущенный 10 марта 2017 года на различных интернет-порталах. В альбом вошли 16 треков, автором «Иллюзии» и «Я вернулся» является Андрей Мисин, остальных треков сам Марк. Название «730» означает, что вес всего альбома вместе со всеми фото- и аудиофайлами имеет всего 730 мегабайт. Также, если расположить цифры в обратном порядке (037), то можно заметить, что это возраст певца на момент выпуска альбома.

## Список композиций
| №                   | Название             | Длительность |
| ------------------- | -------------------- | ------------ |
| 1.                  | «Города»             | 3:44         |
| 2.                  | «Моя актриса»        | 4:04         |
| 3.                  | «Копакабана»         | 4:17         |
| 4.                  | «Люби меня»          | 3:13         |
| 5.                  | «Нули»               | 3:23         |
| 6.                  | «Волга»              | 4:03         |
| 7.                  | «Бедная бестия»      | 3:34         |
| 8.                  | «Самый чистый кайф»  | 3:41         |
| 9.                  | «В этом городе»      | 3:18         |
| 10.                 | «Иллюзии»            | 3:37         |
| 11.                 | «Пьяные, счастливые» | 3:20         |
| 12.                 | «Близится ночь»      | 3:37         |
| 13.                 | «Невыносимая»        | 4:36         |
| 14.                 | «Я вернулся»         | 4:14         |
| 15.                 | «Танцевать одни»     | 3:37         |
| 16.                 | «Времена»            | 3:53         |
| Общая длительность: | Общая длительность:  | 57:31        |

## Критика
Гуру Кен, обозреватель сайта NewsMuz, поставил альбому «730» 5 по 10-балльной шкале. Объясняет он это тем, что несмотря на «убаюкивающий бархатистый тембр», песни «вымучены и обезжизненны». Однако рецензент особенно выделил песню «Моя актриса», назвав её лучшей. Гуру Кен считает, что песни «не взорвут чарты», потому что «Тишман имеет существенный недостаток — он слишком сдержан, слишком хорошо знает рамки своего голоса, и оттого его мелизмы спотыкаются об выдуманные им самим тиски».
Алексей Мажаев, обозреватель информационного портала InterMedia, отмечает, что хитов в альбоме певца нет, но зато Марк проявляет себя как «жанрообразующий артист». Мажаев считает, что Тишман «не позволяет сам себя отпустить и отдаться производству музыки для народных застолий». Также Алексей выделил некоторые песни из альбома, дав им характеристику. «Песня „Города“ очень веско доказывает, что поп-шлягеры такому певцу, как Марк, как бы и не нужны» — отмечает обозреватель, песню «Копакабана» он называет грустно-серьёзной, а «Иллюзию» — «душевные страдания под гармошку».